# Tarakuse
Koordinaten: 59° 15′ N, 27° 26′ O
Tarakuse ist ein Dorf (estnisch küla) in der Landgemeinde Alutaguse (bis 2017 Mäetaguse). Es liegt im Kreis Ida-Viru (Ost-Wierland) im Nordosten Estlands.

## Beschreibung und Geschichte
Das Dorf hat 14 Einwohner (Stand 1. Januar 2011).
Der Ort entstand 1907, als einige Dutzend Esten aus Avinurme das Gut Tarakuse aufkauften und als Bauernland untereinander aufteilten.